# ハプログループQ-B143 (Y染色体)
ハプログループQ-B143 (Y染色体)（ハプログループQ-B143 (Yせんしょくたい)、英: Haplogroup Q-B143 (Y-DNA)）とは、分子人類学において人類の父系を示すY染色体ハプログループ（型集団）の分類で、ハプログループQの子系統のうち、「B143」の変異によって定義されるグループである。

## 概要
ハプログループQ-B143は、北アメリカ北極圏、グリーンランド、シベリア北東部の先住民族にみられる。特に、アラスカ、カナダ、グリーンランドのエスキモーに高頻度で観察され、一部の集団では最大50%を占める。ユーラシアにおいては、ユカギール人では30.8%、コリャーク人では6-18%、チュクチ族では13%など、古アジア諸族に特徴的な分布を示す。
以前、エスキモー・アレウト集団において高頻度で観察されていたハプログループQ-NWT01は、後の研究により、Q-B143に属する可能性が高いことが示唆されている。
Q-B143に属することが確認されている最古の標本は、古シベリア人を代表する標本の1つとして知られる、シベリア北東部のコリマ川流域で発見された約1万年前のKolyma1個体である。また、約4千年前のグリーンランドのサカク文化人からもQ-B143が確認されており、このハプログループはパレオエスキモーとの関連性が深いと考えられている。

## 各民族における頻度
- エスキモー ~50%,[3]
- ユカギール人 30.8%,[3]
- コリャーク人（カムチャツカ半島） 6~18%,[3]
- コリャーク人（マガダン州） 16.7%,[3]
- チュクチ族 13%,[3]

## 下位区分
ISOGG 2018による系統樹
- Q1a1b (B143/YP1469)
  - Q1a1b1 (B284, Z36039, Z36041, Z43867)
  - Q1a1b2 (B280)
    - Q1a1b2a (Z36044, Z36045, Z34065)
    - Q1a1b2b (B281)
      - Q1a1b2b1 (B282, Z36051, Z36052)